# Flandrija
Flandrija ali Flamska (flamsko Vlaanderen; nizozemsko Vlaams Gewest, francosko Région flamande) je ena od treh regij, ki sestavljajo Kraljevino Belgijo - skupaj z regijo Valonijo in regijo Bruselj-glavno mesto, ki leži znotraj ozemlja Flandrije kot enklava, a je kljub temu njeno glavno mesto. Obsega severni del Belgije in pokriva območje 13.522 km² (44,29% Belgije). Je ena izmed najbolj gosto poseljenih regij Evrope s približno 480 prebivalci/km2. Največje mesto Flandrije je Antwerpen. 
Zgodovinsko se ime nanaša na Grofijo Flandrijo, ki se je okoli leta 1000 raztezala od Dovrske ožine do izliva reke Šelde. Od zgodovinske Flandrije sta v sodobni Flandriji ostali samo belgijski pokrajini Zahodna in Vzhodna Flandrija. V 19. in 20. stoletju se je naziv Flandrija kljub temu začel uporabljati za celoten nizozemsko govoreči del Belgije, ki sega do reke Meuse. 
Flandrija je imela pomembno vlogo v evropski zgodovini. V poznem srednjem veku so bila mesta Gent, Bruges, Antwerpen in Bruselj ena od najbogatejših mest v Evropi, znana po proizvodnji volnene preje in volnenih tkanin za domači trg in izvoz. Bogastvo je sprožilo kulturni razvoj z izjemnimi dosežki v umetnosti in arhitekturi, ki so se lahko merili s tistimi v Italiji. Belgija je bila v 19. stoletju eno od središč industrijske revolucije, v kateri so Flandrijce prehiteli francosko govoreči Valonci. V drugi polovici 20. stoletja se je flandrijsko gospodarstvo hitro posodobilo in Flandrija je zdaj bogatejša od francosko govorečega juga Belgije.
Geografsko je Flandrija na splošno ravna in poseduje majhen del severnomorske obale.  Večji del pokrajine je rodoviten in gosto naseljen. Na zahodu meji na Francijo, na severu in vzhodu na Nizozemsko in na jugu na Valonijo. Prestolnica Bruselj je enklava znotraj Flandrijske regije. Flandrija sama ima več eksklav: Voeren na vzhodu med Valonijo in Nizozemsko in Baarle-Hertog  na severu, ki je sestavljen iz 22 eksklav na Nizozemskem.

## Administrativne enote
Flandrijo sestavlja pet provinc, od katerih se vsaka naprej deli na administrativna okrožja, ta pa na občine (skupno je v Flandriji 308 občin).
Mesto Bruselj, sedež flandrijskega parlamenta, je v Bruseljski regiji (tudi Regija Bruselj glavno mesto), ki ga obkroža pokrajina Flandrijski Brabant. V Bruslju je tako flandrijska skupnost kot francoska, obe imata tukaj tudi svoje institucije.
| provinca | provinca        | glavno mesto | Administrativna okrožja                                                | prebivalci (1/1/2017) | območje   | gostota preb. |
| -------- | --------------- | ------------ | ---------------------------------------------------------------------- | --------------------- | --------- | ------------- |
| 1        | Antwerpen       | Antwerpen    | Antwerpen, Mechelen, Turnhout                                          | 1.836.030             | 2.867 km² | 640 / km²     |
| 2        | Limburg         | Hasselt      | Hasselt, Maaseik, Tongeren                                             | 867.413               | 2.414 km² | 359 / km²     |
| 3        | Oost-Vlaanderen | Gent         | Aalst, Dendermonde, Eeklo, Gent, Oudenaarde, Sint-Niklaas              | 1.496.187             | 2.991 km² | 500 / km²     |
| 4        | Vlaams-Brabant  | Leuven       | Halle-Vilvoorde, Leuven                                                | 1.129.849             | 2.106 km² | 536 / km²     |
| 5        | West-Vlaanderen | Brugge       | Brugge, Diksmuide, Ieper, Kortrijk, Oostende, Roeselare, Tielt, Veurne | 1.186.532             | 3.125 km² | 380 / km²     |

## Gospodarstvo
Flandrija je sedež raznovrstnega sodobnega gospodarstva, s poudarkom na raziskavah in razvoju. Mnoga podjetja tesno sodelujejo z lokalnimi in raziskovalnimi središči za razvoj novih izdelkov in storitev. 

## Demografija

### Mesta
Največja mesta v regiji so (s številom prebivalcev 1. januarja 2017) : 
- Antwerpen (520.504)
- Gent (259.083)
- Brugge (118.187)
- Leuven (100.291)
- Mechelen (85.665)
- Aalst (84.859)
- Hasselt (77.124)
- Kortrijk (75.736)
- Sint-Niklaas (76.028)
- Ostende (70.994)
- Genk (65.986)
- Roeselare (61.657)

Flandrijski diamant (nizozemsko Vlaamse Ruit) je ime osrednjega popularnega območja v Flandriji in je sestavljeno iz več mest kot so Antwerpen, Gent, Leuven in Mechelen. Na tem območju živi približno 5.500.000 ljudi.
V Belgiji ni nobenega nacionalnega ali zveznega koncepta ali priznanja policentričnega somestja, ki ga sestavljajo Bruselj in katera koli druga glavna belgijska metropolitanska območja, ki so sorazmerna glede na nacionalno prestolnico (leži v polmeru približno 50 kilometrov okoli Bruslja). Zadeva je izključna pristojnost regionalnih oblasti, zato je samostojna flandrijska vlada v devetdesetih letih razvila geografski in socialno-ekonomski koncept Vlaamse Ruit ali "Flandrijski diamant". Francoska različica je Valonski trikotnik, ki ga sestavljajo Bruselj in tri valonska metropolitanska območja in sicer Mons, Charleroi in Namur. 

### Jezik
Uradni jezik je nizozemščina, včasih pogovorno imenovan flamščina. Glavne narečne skupine so zahodno flamska, vzhodno flamska, brabantska in limburška.
Francosko se lahko uporablja za določene upravne namene v omejenem številu tako imenovanih "občin z jezikovnimi zmogljivostmi" okoli Bruseljske regije in na meji z Valonijo.
"Rimske občine" (okrog Bruslja) so Drogenbos, Kraainem, Linkebeek, Sint-Genesius-Rode, Wemmel in Wezembeek-Oppem. Bruselj je bil prvotno nizozemsko govoreče mesto, vendar je bil v 19. in 20. stoletju pofrancozen in je sedaj večinoma francosko govoreč. Nekaj občin v flamski aglomeraciji Bruselj je zdaj tudi francosko govorečih.
Občine z jezikovnimi zmogljivostmi na meji z Valonijo so Bever (francosko Biévène), Herstappe, Mesen (francosko Messines), Ronse (francosko Renaix), Spiere-Helkijn (francosko Espierres-Helchin), Voeren (francosko Fourons)

## Sklic
1. ↑  U.S. Relations With Belgium. U.S. Department of State. Pridobljeno  21. junija  2015.
2. ↑  »Flanders | Flanders fits you«. Flanders.be. Arhivirano iz prvotnega spletišča dne 21. januarja 2012. Pridobljeno 31. decembra 2017.
3. ↑  »kek_demo«. Aps.vlaanderen.be. Arhivirano iz prvotnega spletišča dne 4. decembra 2016. Pridobljeno 31. decembra 2017.
4. ↑  Cattan, Nadine (2007). Cities and Networks in Europe: A Critical Approach of Polycentrism.
5. ↑  »Uitgelicht: Kosmopolis naar wens«. Brusselnieuws (Brussel Deze Week).